# Michelle Fischbach
Michelle L. Fischbach (Woodbury, 3 de novembro de 1965) é uma política norte-americana, atualmente a 49.º e atual Vice-Governadora de Minnesota e a Presidente do Senado de Minnesota. Filiada ao Partido Republicano, foi eleita pela primeira vez para o Senado Estadual em 1996, representando partes dos condados de Benton e Stearns. Em janeiro de 2018, como Presidente do Senado, Fischbach tornou-se Vice-Governadora na sequência da renúncia de Tina Smith.

## Início de vida, educação e carreira
Fischbach cresceu em Woodbury, no Minnesota. Depois de concluir o secundário na Woodbury High School, estudou no College of St. Benedict em São José de 1984 a 1986 e, mais tarde, na St. Cloud State University em St. Cloud, onde obteve um Bachelor of Arts em ciência política e economia em 1989. Ela foi a primeira mulher eleita para o Conselho da Cidade de Paynesville, servindo de 1995 a 1996. Em 2011, Fischbach, recebeu um Juris Doctor pela William Mitchell School of Law em Saint Paul.

## Senado de Minnesota
Fischbach foi eleita pela primeira vez para o Senado de Minnesota em 1996. Ela foi eleita em uma eleição especial realizada após a renúncia do Senador democrata Joe Bertram. Fischbach foi reeleita meses mais tarde, em 1996, na eleição geral, bem como em 2000, 2002, 2006, 2010, 2012 e 2016. Ela serviu como assistente do Líder da Minoria de 2001 a 2002 e de 2007 a 2008, e como Vice-Líder da Minoria de 2009 a 2010. Fischbach também serviu como presidente do Comitê sobre Ensino Superior do Senado.
Em 2011, depois de uma eleição onde os republicanos do Senado ganharam uma maioria pela primeira vez em décadas, Fischbach foi eleita por seus colegas para servir como a primeira mulher Presidente do Senado, ocupando o cargo a partir de janeiro de 2011 até janeiro de 2013. Depois de os Republicanos recuperaram a maioria na eleição de 2016, Fischbach foi novamente eleita para presidir a casa em 2017.

## Vice-Governadora de Minnesota

### Sucessão
Fischbach tornou-se a 49.ª Vice-Governadora de Minnesota quando Tina Smith renunciou para aceitar sua nomeação para o Senado dos Estados Unidos. Smith foi nomeada pelo Governador de Minnesota Mark Dayton para substituir Al Franken, que renunciou ao cargo por acusações de assédio sexual. Fischbach aceitou o novo cargo, mas preferiu permanecer no Senado e que se refiram a ela como Vice-Governador "interina".

### Controvérsia
Fischbach afirmou pretender servir como Vice-Governadora enquanto mantém sua vaga no senado, mas sua habilidade legal para fazê-lo tem sido posta em causa. Fischbach usou uma circular do conselho não partidário do Senado, que cita uma decisão da Suprema Corte de Minnesota de 1898, como precedente legal para servir em ambos os cargos. Em uma entrevista, observou que os deveres como Vice-Governadora são, em grande parte, cerimoniais e ela não teria nenhum problema em desempenhar as funções de ambos os cargos. Também se recusou a receber o salário, optando por continuar recebendo somente o montante como Senadora.
Um parecer emitido pelo pelo Procurador-Geral estadual questiona se Fischbach possui a capacidade legal para permanecer em ambos os cargos simultaneamente, citando uma emenda constitucional de 1972 e os precedentes históricos, tais como quando Alec G. de Olson renunciou ao seu assento no Senado para tornar-se Vice-Governador, em 1976.
O resultado final é amplamente visto como tendo potencialmente significativas ramificações na política de Minnesota, já que os republicanos detêm apenas uma maioria de dois votos no Senado estadual.
O Líder da Minoria no Senado, Tom Bakk, disse que provavelmente haveria uma tentativa por meio de uma ação judicial para tentar forçar Fischbach a deixar o Senado e impedi-la de ocupar ambos os cargos. Fischbach afirmou que concorreria à reeleição ao Senado se fosse obrigada a renunciar. Em 12 de janeiro, um ativista democrata ingressou com uma ação contra Fischbach, pedindo para um Juiz Distrital do Condado de Ramsey retirá-la do Senado. No dia 12 de fevereiro, um magistrado o processo devido a ser peticionado muito cedo, não entrando no mérito da questão.

## Vida pessoal
Fischbach conheceu seu marido, Scott, enquanto estava trabalhando em uma campanha para o ex-Senador norte-americano Rudy Boschwitz. Os dois começaram a namorar enquanto ela estudava na St. Cloud State University. Eles mudaram-se para Paynesville, onde ainda vivem. O marido de Fischbach tem servido como diretor executivo do grupo Cidadãos de Minnesota pela Vida desde 2001. O casal tem dois filhos adultos e vários netos.  Fischbach é irmã de Marcar Hutchison, chefe de gabinete do Vice-Governador de Nevada.

### Nota
- Este artigo foi inicialmente traduzido, total ou parcialmente, do artigo da Wikipédia em inglês cujo título é «Michelle Fischbach», especificamente desta versão.